# Egale stipspanner
De egale stipspanner (Idaea straminata) is een nachtvlinder uit de familie van de spanners (Geometridae). 

## Kenmerken
De voorvleugellengte bedraagt tussen de 13 en 15 mm. De basiskleur van de voorvleugel is lichtbruin met vage belijning. De vlinder lijkt nogal op exemplaren van de grijze stipspanner zonder grijze band, maar is minder duidelijk getekend en kleiner.

## Levenscyclus
De egale stipspanner gebruikt diverse kruidachtige planten als waardplanten. De rups is te vinden van juli tot mei en overwintert. Er is jaarlijks een generatie die vliegt van eind juni tot in augustus. Soms vliegt er een tweede generatie tot halverwege september.

## Voorkomen
De soort komt verspreid over een groot deel van het Palearctisch gebied voor. In Nederland is de soort vrij algemeen. 